# Raphael Aguerre
Raphael Aguerre (Artigas, 31 de julio de 1969) es un exfutbolista y entrenador uruguayo. Se desempeñó como delantero, debutando profesionalmente en Racing Club de Montevideo. Actualmente es entrenador de Wanderers FC de Artigas.

## Carrera
Sus inicios en Primera División fueron en la Academia de Montevideo durante 1987; pasó luego a Montevideo Wanderers, donde jugó cuatro temporadas y media y llegó a ser convocado a la Selección Uruguaya en 1991.
Su siguiente destino fue fronteras afuera, ya que firmó por Rosario Central de Argentina a mediados de 1992. En el elenco canalla debutó oficialmente el 11 de octubre de 1992, en cotejo ante Argentinos Juniors, válido por la 10.ª fecha del Apertura y que finalizó igualado en un gol. El entrenador del cuadro rosarino era Carlos Aimar. Durante la temporada llegó a disputar 8 partidos sin marcar goles; se destaca su actuación en el clásico rosarino del 28 de febrero de 1993, en el cual recibió la falta que determinó la sanción del penal que luego convertiría José Luis Puma Rodríguez para igualar el partido en un gol de forma definitiva.
Retornó a su país natal para vestir la casaca de Danubio entre 1993 y 1997. Se retiró al año siguiente jugando para Rampla Juniors, ganando la promoción ante Deportivo Maldonado, logrando de esta forma mantenerse en Primera División. Aguerre convirtió el gol de su equipo en el empate en uno sucedido en el tercer partido (jugado el 21 noviembre en el Estadio Centenario) y uno de los penales en la definición que favoreció 6-5 a los picapiedras.
Luego de su retiro se transformó en entrenador; así, condujo durante 2012 a la selección sub-18 de Artigas, mientras que desde 2015 ocupa el cargo de director técnico en Wanderers FC de Artigas, club con el que se coronó campeón de la Copa Nacional de Clubes en 2015 y llegó a semifinales en la edición de 2016.

## Clubes como futbolista
| Club                      | País      | Año       |
| ------------------------- | --------- | --------- |
| Racing Club de Montevideo | Uruguay   | 1987      |
| Montevideo Wanderers      | Uruguay   | 1988-1992 |
| Rosario Central           | Argentina | 1992-1993 |
| Danubio                   | Uruguay   | 1993-1997 |
| Rampla Juniors            | Uruguay   | 1998      |

## Selección nacional
Disputó un único encuentro vistiendo la casaca celeste en 1991. Fue titular ante España en un amistoso disputado el 4 de septiembre, donde el elenco sudamericano, entrenado por Luis Cubilla, cayó derrotado 2-1.

### Participaciones en la Selección
| Instancia | Fecha      | Estadio                 | Rival  | Resultado |
| --------- | ---------- | ----------------------- | ------ | --------- |
| Amistoso  | 04-09-1991 | Carlos Tartiere, Oviedo | España | 2-1       |